# Józef Kocyan
Józef Kocyan (ur. 14 lutego 1946 w Wiśle) – polski skoczek narciarski, olimpijczyk z Grenoble 1968, medalista mistrzostw Polski, były rekordzista kraju w długości skoku. Mistrz Sportu.

## Przebieg kariery
Kocyan w 1967 roku pobił rekord Polski w długości skoku na skoczni Vikersundbakken w norweskim Vikersund. Osiągnął wówczas 133 m. Był rekordzistą także w Zakopanem, na Wielkiej Krokwi, gdzie wylądował na 107,5 m.
Czterokrotnie zdobywał medale mistrzostw Polski: w 1964 i 1965 był drugi na skoczni 70-metrowej, a w 1967 i 1968 trzeci, odpowiednio na obiekcie normalnym i dużym.
Uczestniczył w mistrzostwach świata 1966 w Oslo oraz w mistrzostwach 1970 w Wysokich Tatrach, podczas których zajął 57. miejsce w konkursie na skoczni 90-metrowej.
Zwyciężył w dwóch otwartych konkursach skoków podczas Memoriału Bronisława Czecha i Heleny Marusarzówny w roku 1967. Trzykrotnie brał udział w Turnieju Czterech Skoczni. Najlepsze miejsce (dwudzieste) zajął w jego 15. edycji.
W styczniu 1968 zwyciężył Puchar Beskidów.
Na igrzyskach olimpijskich 1968 w Grenoble na skoczni normalnej zajął 35. miejsce, natomiast dużej miejsce 45.

### Rodzina
Józef Kocyan jest synem Jerzego, znanego zjazdowca, i Ewy Kocyanów, miał ośmioro rodzeństwa, m.in. Andrzeja Kocyana. Jest żonaty, mieszka w Ustroniu.

## Osiągnięcia

### Igrzyska olimpijskie
| 1968 Grenoble | – | 35. miejsce (K-70), 45. miejsce (K-90) |

#### Starty J. Kocyana na igrzyskach olimpijskich – szczegółowo
| Miejsce | Dzień     | Rok  | Miejscowość           | Skocznia  | Punkt K | Skok 1 | Skok 2 | Nota      | Strata   | Zwycięzca          |
| ------- | --------- | ---- | --------------------- | --------- | ------- | ------ | ------ | --------- | -------- | ------------------ |
| 35.     | 11 lutego | 1968 | Grenoble/Autrans      | Le Claret | K-70    | 72,5 m | 69,0 m | 189,0 pkt | 27,5 pkt | Jiří Raška         |
| 45.     | 18 lutego | 1968 | Grenoble/Saint-Nizier | Dauphine  | K-90    | 80,0 m | 88,0 m | 159,0 pkt | 72,3 pkt | Władimir Biełousow |

### Mistrzostwa świata
| 1966 Oslo          | – | 37. miejsce (K-70) |
| 1970 Wysokie Tatry | – | 57. miejsce (K-90) |

### Turniej Czterech Skoczni
| 14. Turniej Czterech Skoczni |                        |           |               |       |
| Oberstdorf                   | Garmisch-Partenkirchen | Innsbruck | Bischofshofen | klas. |
| 38                           | 37                     | 34        | 45            | 37    |
| 15. Turniej Czterech Skoczni |                        |           |               |       |
| Oberstdorf                   | Garmisch-Partenkirchen | Innsbruck | Bischofshofen | klas. |
| 47                           | 19                     | 10        | 22            | 20    |
| 16. Turniej Czterech Skoczni |                        |           |               |       |
| Oberstdorf                   | Garmisch-Partenkirchen | Innsbruck | Bischofshofen | klas. |
| 31                           | 8                      | 17        | 48            | 21    |

### Mistrzostwa Polski
- dwukrotny wicemistrz Polski: 1964, 1965 (K-70)[2]
- dwukrotny brązowy medalista MP: 1967 (K-90), 1968 (K-70)[2].

### Inne
- Memoriał Bronisława Czecha i Heleny Marusarzówny 1967 – 1. miejsce.